# Silkies
Le silkies sono dei personaggi immaginari del folclore britannico. In particolare sono degli spiriti dalle fattezze femminili, che secondo le leggende abitano il confine tra Inghilterra e Scozia.

## Descrizione
Le Silkies hanno le fattezze di donne vestite di seta. Sono spiriti benigni, utili e apprezzati per la loro capacità di svolgere le faccende domestiche e di allontanare gli intrusi dalle case in cui risiedono. Ciononostante può capitare che tradiscano la propria natura benevola, divenendo dispettose e mettendo a soqquadro le abitazioni che le ospitano. Come i fantasmi, le Silkise sono associate alle case piuttosto che alle famiglie che ci vivono, ma, come dei folletto, si dice che svolgano le faccende per le famiglie. 
Si dice che una famosa Silkie infesti Denton Hall nel Northumberland. Briggs riporta il racconto di una donna di nome Marjory Sowerby, che, da bambina, aveva parlato con le ultime Hoyle rimaste di Denten Hall, due anziane signore, della Silkie e della sua gentilezza nei loro confronti. Le dissero che la Silkie avrebbe pulito il focolare e acceso il fuoco per loro. Menzionarono anche "qualcosa riguardo a mazzi di fiori lasciati sulle scale". Sowerby lasciò la zona intorno al 1902 e, quando ritornò più di mezzo secolo dopo la seconda guerra mondiale, gli Hoyle erano entrambi morti da tempo e la casa apparteneva a un uomo che non credeva alle fate. Le storie sul Silkie non venivano più raccontate e invece si diceva che la casa fosse infestata da un malvagio poltergeist, che faceva rumori di colpi e altri strani rumori e faceva scherzi all'uomo. L'uomo alla fine se ne andò. Briggs chiama questo un esempio di un brownie che si trasforma in un boggart.
Si credeva anche che i Silkie apparissero improvvisamente sulle strade di notte ai viaggiatori solitari e li spaventassero. Si dice che un altro Silkie infesti i terreni di Fardel Hall nel Devonshire. Si dice che questo si manifesti sotto forma di una "bellissima giovane donna con lunghi capelli dorati, che indossa una lunga veste di seta" e presumibilmente custodisca un tesoro sepolto nel terreno. Poche persone hanno visto lo spirito, ma molti affermano di aver sentito il fruscio del suo vestito di seta. Si crede che strangola silenziosamente chiunque si avvicini a trovare il tesoro.